# Centrale nucléaire de Fuqing
La centrale nucléaire de Fuqing est une centrale nucléaire chinoise située à proximité de la ville de Fuqing (préfecture de Fuzhou), dans la Province de Fujian au sud-ouest de la Chine. 
La centrale est exploitée par la CNNC Fujian Fuqing Nuclear Power Co., LTD.
Depuis janvier 2023, le site comprend six réacteurs nucléaires en exploitation pour une puissance électrique installée totale de 6 150 MWe. Tous les réacteurs sont de la filière des réacteurs à eau pressurisée (REP). Les réacteurs no 1 à 4 sont des réacteurs de deuxième génération de modèle CNP-1000. Les réacteurs no 5 et 6 sont des REP de troisième génération de modèle Hualong-one.

## Historique

### Phase 1
Quatre réacteurs de type CNP-1000 sont en service depuis respectivement novembre 2014, octobre 2015, septembre 2016 et juillet 2017.

### Phase 2
La construction de deux réacteurs ACP-1000 (REP chinois de troisième génération) est initialement envisagée sur le site pour les unités no 5 et 6. Après restructuration de l'industrie nucléaire chinoise, ces deux unités sont remplacées par deux réacteurs Hualong-1 version CNNC (également des REP chinois de troisième génération). Le projet été validé en avril 2014 par le conseil d'État chinois, et les chantiers débutent en mai 2015 et décembre 2015.
Le réacteur no 5 de la centrale nucléaire de Fuqing est le premier Hualong-1 à commencer à charger son combustible le 4 septembre 2020, et le premier à diverger le 21 octobre 2020. Sa première connexion au réseau a lieu le 27 novembre 2020 et son exploitation commerciale commence le 30 janvier 2021.
La première divergence de la tranche six a eu lieu le 11 décembre 2021 et sa première connexion au réseau le 1er janvier 2022. Sa mise en service commerciale est prononcée le 25 mars 2022.

## Caractéristique des réacteurs
Les réacteurs no 1 à 4 sont des réacteurs à eau pressurisée de conception chinoise de modèle CNP-1000, appartenant à la deuxième génération. Ils sont développés par CNNC. La puissance électrique nette est de 1 000 MWe.
Les réacteurs no 5 et 6 sont des réacteurs à eau pressurisée de troisième génération de conception chinoise et de modèle Hualong-one. Leur puissance électrique nette est de 1 075 MWe.

### Définition
Les caractéristiques des réacteurs sont données dans le tableau ci-après, les données sont principalement issues de la base de données PRIS (Power Reactor Information System) de l’Agence internationale de l'énergie atomique (AIEA).
Base de données établie par l'AIEA qui définit ainsi les termes :
- La puissance nette correspond à la puissance électrique délivrée sur le réseau et sert d'indicateur en termes de puissance installée,
- La puissance brute correspond à la puissance délivrée par l'alternateur (= puissance nette augmentée de la consommation interne de la centrale),
- La puissance thermique correspond à la puissance délivrée par la chaudière nucléaire.

Le début de construction correspond à la date de coulage des fondations du bâtiment réacteur. Une tranche (nom utilisé pour un réacteur complet) est considérée comme opérationnelle après son premier couplage au réseau. La mise en service commercial est le transfert contractuel de l’installation du constructeur vers le propriétaire ; en principe après réalisation des tests réglementaires et contractuels et après fonctionnement continu à 100 % pendant une durée définie au contrat de construction.
| Nom du réacteur | Modèle   | Puissance   | Puissance   | Puissance        | Exploitant                                | Maitre d'œuvre | Début construction | 1re divergence   | Raccordement au réseau | Mise en service commercial |
| Nom du réacteur | Modèle   | Nette [MWe] | Brute [MWe] | Thermique [MWth] | Exploitant                                | Maitre d'œuvre | Début construction | 1re divergence   | Raccordement au réseau | Mise en service commercial |
| --------------- | -------- | ----------- | ----------- | ---------------- | ----------------------------------------- | -------------- | ------------------ | ---------------- | ---------------------- | -------------------------- |
| Phase 1         |          |             |             |                  |                                           |                |                    |                  |                        |                            |
| FUQING-1        | CNP-1000 | 1 000       | 1 089       | 2 905            | CNNC Fujian Fuqing Nuclear Power Co., LTD | CNNC           | 21 novembre 2008   | 24 juillet 2014  | 20 août 2014           | 22 novembre 2014           |
| FUQING-2        | CNP-1000 | 1 000       | 1 089       | 2 905            | CNNC Fujian Fuqing Nuclear Power Co., LTD | CNNC           | 17 juin 2009       | 22 juillet 2015  | 6 août 2015            | 16 octobre 2015            |
| FUQING-3        | CNP-1000 | 1 000       | 1 089       | 2 905            | CNNC Fujian Fuqing Nuclear Power Co., LTD | CNNC           | 31 décembre 2010   | 3 juillet 2016   | 7 septembre 2016       | 24 octobre 2016            |
| FUQING-4        | CNP-1000 | 1 000       | 1 089       | 2 905            | CNNC Fujian Fuqing Nuclear Power Co., LTD | CNNC           | 17 novembre 2012   | 16 juillet 2017  | 29 juillet 2017        | 17 septembre 2017          |
| Phase 2         |          |             |             |                  |                                           |                |                    |                  |                        |                            |
| FUQING-5        | HPR-1000 | 1 075       | 1 161       | 3 050            | CNNC Fujian Fuqing Nuclear Power Co., LTD | CNNC           | 7 mai 2015         | 21 octobre 2020  | 27 novembre 2020       | 30 janvier 2021            |
| FUQING-6        | HPR-1000 | 1 075       | 1 150       | 3 060            | CNNC Fujian Fuqing Nuclear Power Co., LTD | CNNC           | 22 décembre 2015   | 11 décembre 2021 | 1er janvier 2022       | 25 mars 2022               |